# Cleveland Abbe
Cleveland Abbe  (Nueva York, 3 de diciembre de 1838-Chevy Chase, Maryland, 29 de diciembre de 1916) fue un meteorólogo estadounidense, también formado como astrónomo. Fue delegado de Estados Unidos a la Conferencia Internacional del Meridiano

## Semblanza
En 1868 fue nombrado director del observatorio de Cincinnati. Su interés se orientó hacia la meteorología e inauguró un servicio público de dicha especialidad. Este servicio público sirvió de modelo para el servicio nacional de meteorología, que se organizó poco tiempo después como una rama del Servicio de señales del ejército de los Estados Unidos. 
En 1871 fue nombrado meteorólogo jefe de la rama, reorganizada en 1891 bajo control civil con el nombre de U.S. Weather Bureau (Agencia meteorológica de EE. UU.), posteriormente llamada National Weather Service (Servicio nacional climatológico) donde desempeñó ese cargo por más de 45 años. Murió debido a una enfermedad.

## Publicaciones
- Annual Summary & Review of Progress in Meteorology. 1873-88
- Treatise on Meteorological Apparatus & Methods. 1887
- Preliminary Studies for Storm & Weather Predictions. 1889
- The Mechanics of the Earth's Atmosphere. 1891
- Physical Basis of Long Range Forecastings. 1902
- Relations between Climates and Crops. 1905
- Townsend Genealogy: A Record of the Descendants of John Townsend, 1743-1821, & of His Wife, Jemima Travis, 1746-1832. 1909
- Mechanics of the Earth's Atmosphere. 3ª col. 1911